# رادوسلاف زدرافكوف
رادوسلاف ميتوديف زدرافكوف (بالبلغارية: Радослав Meтoдиeв Здравков)‏ ولد في 30 يوليو 1956: لاعب كرة قدم بلغاري سابق كان يلعب في مركز خط وسط مهاجم، وكام ضمن تشكيلة المنتخب البلغاري في بطولة كأس العالم لكرة القدم 1986. يعمل الآن كمدير فني.

## وصلات خارجية
- رادوسلاف زدرافكوف على موقع الاتحاد الدولي (مؤرشف)  (الإنجليزية)
- رادوسلاف زدرافكوف على موقع قاعدة بيانات كرة القدم.إي يو (الإنجليزية)
- رادوسلاف زدرافكوف على موقع ناشيونال فوتبول تيمز (الإنجليزية)